# Leuville-sur-Orge
Leuville-sur-Orge – miejscowość i gmina we Francji, w regionie Île-de-France, w departamencie Essonne.
Według danych na rok 1990 gminę zamieszkiwały 2463 osoby, a gęstość zaludnienia wynosiła 989 osób/km² (wśród 1287 gmin regionu Île-de-France Leuville-sur-Orge plasuje się na 442. miejscu pod względem liczby ludności, natomiast pod względem powierzchni na miejscu 844.).